# Grevillea alpivaga
Grevillea alpivaga  es una especie de arbusto  del gran género  Grevillea perteneciente a la familia  Proteaceae.   Es originaria de  Victoria en Australia.

## Descripción
La especie crece como un arbusto erecto a postrado, alcanzando un tamaño de entre 0,3 y 1 metro de altura.  Las flores aparecen generalmente entre octubre y febrero (mediados de primavera hasta finales de verano) en su área de distribución natural.  Estas tienen color verde claro, blanco o crema (periantos) y los estilos son de color blanco a rosa pálido, llegando a ser de color rojo.
Es muy similar en aspecto a Grevillea gariwerdensis y Grevillea neurophylla subsp. neurophylla.

## Distribución y hábitat
La especie se encuentra en los bosques de Eucalyptus piperata en el monte Buffalo y hacia Porepunkah. Está clasificada como "rara en Victoria" en el Departamento de Sostenibilidad y Medio Ambiente en la Lista de referencia de las plantas raras o amenazadas en Victoria.

## Taxonomía
Grevillea alpivaga fue descrita por Michel Gandoger y publicado en Bulletin de la Société Botanique de France 66: 231. 1919.
Etimología
Grevillea, el nombre del género fue nombrado en honor de Charles Francis Greville, cofoundador de la Royal Horticultural Society.
Sinonimia
- Grevillea linearifolia D.J.McGillivray & R.O.Makinson[6]